# 竹林站
竹林站（：／ Jungnim yeok */?）曾經为韩国铁路晋三线上的一座鐵路站，位于庆尚南道泗川市竹林洞，已于1977年废止。

## 历史
- 1965年12月7日，落成使用[1]。
- 1977年3月1日，停止使用[2]。